# Escola de Directors d'Indústries Mecàniques
En el marc de les accions de la Mancomunitat de Catalunya en l'àmbit de l'ensenyament, l'any 1917, la Diputació de Barcelona crea l'Institut d'Electricitat Aplicada, sota la direcció d'Esteve Terrades, la missió del qual mirava d'unir la tasca docent amb la d'investigació al servei de la indústria. L'Institut estava format per l'Escola de Directors d'Indústries Elèctriques i el Laboratori d'Assaig al servei de la docència i la societat. El laboratori comptà amb un ampli ventall de possibilitats, inclosos els assaigs a alta tensió. L'Institut fou ampliat a la Mecànica el 1919, creant-se l'Escola de Directors d'Indústries Mecàniques. D'aquesta manera quedaven completats els ensenyaments de totes les especialitats tècniques industrials de l'època.
En aquestes dues escoles s'ensenyà l'organització de tallers, la constitució de societats per a l'explotació d'una indústria i el coneixement dels mercats. Els estudis de preparació eren els mínims possibles i tampoc s'ensenyava cap tema de matemàtiques ni de física i química que no fos necessari per a l'exercici de la professió.
Aquestes escoles comptaven amb dos espais de 930 metres quadrats cadascun. El primer disposava de cinc sales de laboratoris mecànics i, el segon, de quatre sales de laboratoris elèctrics.
L'adveniment de la dictadura de Primo de Rivera va desmantellar tot el conjunt d'ensenyaments industrials amb la publicació, el 31 d'octubre de 1924, de l'Estatut d'Ensenyament Industrial, que va forçar la unificació de les Escoles en una única Escola Industrial, depenent d'una Junta Local d'Ensenyament Industrial que substituïa l'antic Patronat. L'Institut d'Electricitat i Mecànica Aplicades va ser dissolt el 1928.